# یواس‌اس جارویس (دی‌دی-۳۸)
یواس‌اس جارویس (دی‌دی-۳۸) (به انگلیسی: USS Jarvis (DD-38)) یک کشتی بود که طول آن ۲۹۳ فوت ۱۱ اینچ (۸۹٫۵۹ متر) بود. این کشتی در سال ۱۹۱۲ ساخته شد.